# Liga ARC 2015
La temporada 2015 de la Liga ARC es la décima edición desde que se iniciara la competición de traineras organizada por la Asociación de Remo del Cantábrico en 2006. Se compone de dos grupos de 12 y 15 equipos respectivamente. La temporada regular comenzó el 20 de junio en Zarauz (Guipúzcoa) y terminó el 23 de agosto en Fuenterrabía (Guipúzcoa). Posteriormente, se disputaron los play-off para el ascenso a la Liga ACT y entre los dos grupos de la Liga ARC.

## Sistema de competición
La Liga ARC está dividida en 2 grupos cada uno de los cuales disputa un calendario de regatas propio. Al finalizar la liga regular y para decidir los ascensos y descensos entre la Liga ACT y los 2 grupos de la Liga ARC se disputan sendos play-off:
- Play-off de ascenso a Liga ACT: se disputa 1 plaza en la Liga ACT entre el penúltimo clasificado de dicha competición, ya que el último desciende directamente, los 2 primeros del Grupo 1 y los 2 primeros de la Liga LNT. El primer clasificado del Grupo 1 asciende directamente.
- Play-off entre grupos ARC: el campeón del Grupo 2 asciende directamente al Grupo 1, el último clasificado del Grupo 1 desciende directamente y la última plaza del Grupo 1 se disputa entre el penúltimo clasificado del Grupo 1 y el segundo y tercero del Grupo 2.

## Calendario
Las siguientes regatas están programadas para tener lugar en 2014.

### Grupo 1
| Orden | Regata                                              | Fecha        | Provincia |
| ----- | --------------------------------------------------- | ------------ | --------- |
| 1     | VI Bandera de Zarautz-ékolo (1ª jornada)            | 20 de junio  | Guipúzcoa |
| 2     | VI Bandera de Zarautz-ékolo (2ª jornada)            | 21 de junio  | Guipúzcoa |
| 3     | XXVIII Bandera de Elanchove-Grupo Idar              | 28 de junio  | Vizcaya   |
| 4     | XXXVI Bandera Iltmo. Ayuntamiento de Santurce       | 4 de julio   | Vizcaya   |
| 5     | VIII Bandera Donostiarra-Kaiarriba / Grupo Amenabar | 11 de julio  | Guipúzcoa |
| 6     | X Bandera Marina de Cudeyo-Gran Premio Dynasol      | 18 de julio  | Cantabria |
| 7     | VIII Bandera de la Fiesta del Besugo                | 19 de julio  | Guipúzcoa |
| 8     | XXX Bandera de Zumaya                               | 25 de julio  | Guipúzcoa |
| 9     | XXX Bandera El Correo-Gran Premio BBK               | 26 de julio  | Vizcaya   |
| 10    | VI Bandera de Guetaria-Premio Mahala (1ª jornada)   | 1 de agosto  | Guipúzcoa |
| 11    | VI Bandera de Guetaria-Premio Mahala (2ª jornada)   | 2 de agosto  | Guipúzcoa |
| 12    | XXXI Bandera de Ondárroa                            | 8 de agosto  | Vizcaya   |
| 13    | XLV Bandera de Santoña                              | 15 de agosto | Cantabria |
| 14    | XXXVIII Villa de Bilbao                             | 23 de agosto | Vizcaya   |

### Grupo 2
| Orden | Regata                                                                                       | Fecha        | Provincia |
| ----- | -------------------------------------------------------------------------------------------- | ------------ | --------- |
| 1     | I Bandera de Iberia-Sestao                                                                   | 5 de julio   | Vizcaya   |
| 2     | VI Bandera Donostiarra                                                                       | 11 de julio  | Guipúzcoa |
| 3     | I Bandera Mindara                                                                            | 12 de julio  | Guipúzcoa |
| 4     | XXVII Bandera de Plencia                                                                     | 18 de julio  | Vizcaya   |
| 5     | III Bandera Ciudad de Rentería                                                               | 19 de julio  | Guipúzcoa |
| 6     | V Bandera de Zumaya                                                                          | 25 de julio  | Guipúzcoa |
| 7     | XII Bandera del Puerto Viejo de Algorta                                                      | 26 de julio  | Vizcaya   |
| 8     | I Bandera de Oyarzun                                                                         | 2 de agosto  | Guipúzcoa |
| 9     | II Bandera de Bermeo AE                                                                      | 8 de agosto  | Vizcaya   |
| 10    | XVII Bandera de Mundaca                                                                      | 9 de agosto  | Vizcaya   |
| 11    | XLIII Bandera Ciudad de Castro- IX Memorial Avelino Ibáñez                                   | 15 de agosto | Cantabria |
| 12    | XXII Bandera Ría del Asón                                                                    | 22 de agosto | Cantabria |
| 13    | IX Bandera de la Cofradía de Pescadores de Fuenterrabía- XX Regata Promoción de Fuenterrabía | 23 de agosto | Guipúzcoa |
| 14    | XXVIIi Bandera de Erandio                                                                    | 26 de agosto | Vizcaya   |

### Play-off de ascenso a Liga ACT
| Orden | Regata      | Fecha            | Provincia |
| ----- | ----------- | ---------------- | --------- |
| 1     | Bermeo      | 19 de septiembre | Vizcaya   |
| 2     | Portugalete | 20 de septiembre | Vizcaya   |

### Play-off entre grupos
| Orden | Regata          | Fecha        | Provincia |
| ----- | --------------- | ------------ | --------- |
| 1     | Prueba "En ría" | 29 de agosto | Vizcaya   |
| 2     | Prueba "En mar" | 30 de agosto | Guipúzcoa |

## Traineras participantes

### Grupo 1
| Equipo                           | Nombre de la Trainera | Localidad     | Provincia |
| -------------------------------- | --------------------- | ------------- | --------- |
| Pedreña                          | “Seve Ballesteros”    | Pedreña       | Cantabria |
| Zumaia                           | Telmo Deun            | Zumaya        | Guipúzcoa |
| Lekittarra-Elecnor-BM            | Lekittarra            | Lequeitio     | Vizcaya   |
| Donostiarra                      | Torrekua              | San Sebastián | Guipúzcoa |
| Santurtzi-Iberdrola              | Sotera                | Santurce      | Vizcaya   |
| Santoña                          | Virgen del Puerto     | Santoña       | Cantabria |
| Orio-Babyauto                    | Txiki                 | Orio          | Guipúzcoa |
| Elantxobe-Idar                   | Artarri               | Elanchove     | Vizcaya   |
| Ondarroa                         | Antiguako ama         | Ondárroa      | Vizcaya   |
| Getaria-Indaux-Viveros San Antón | Esperantza            | Guetaria      | Guipúzcoa |
| Zarautz-Navascal                 | Enbata                | Zarauz        | Guipúzcoa |
| Deusto-Bilbao                    | Tomatera              | Bilbao        | Vizcaya   |

### Grupo 2
| Equipo                   | Nombre de la Trainera | Localidad            | Provincia |
| Sanpedrotarra-Ecolmare   | Libia                 | Pasajes de San Pedro | Guipúzcoa |
| NT2 Hondarribia          | Ama Guadalupekoa      | Fuenterrabía         | Guipúzcoa |
| Arkote-Helvetia          | Plentzitarra          | Plencia              | Vizcaya   |
| Getxo                    | Goizeko Izarra        | Guecho               | Vizcaya   |
| Colindres                | San Ginés             | Colindres            | Cantabria |
| Mundaka                  | Mundakarra            | Mundaca              | Vizcaya   |
| Hibaika                  | Madalen               | Rentería             | Guipúzcoa |
| Castro                   | La Marinera           | Castro-Urdiales      | Cantabria |
| Lutxana                  | “Erandiotarra”        | Erandio              | Vizcaya   |
| Donostiarra "B"          | Torrekua              | San Sebastián        | Guipúzcoa |
| Zumaia "B"               | Telmo Deun            | Zumaya               | Guipúzcoa |
| Bermeo-Sumoil            | “Bou Bizkaia”         | Bermeo               | Vizcaya   |
| Oiartzungo Itsaslapurrak | Erreka                | Oyarzun              | Guipúzcoa |
| Iberia                   | Hojalatera            | Sestao               | Vizcaya   |

### Equipos por provincia
| Provincia | Grupo | N. | Equipos                                                                                                 |
| --------- | ----- | -- | --- |
| Vizcaya   | 1     | 5  | Lekittarra-Elecnor-BM, Santurtzi-Iberdrola, Elantxobe-Idar, Ondarroa, Deusto-Bilbao                     |
| Vizcaya   | 2     | 6  | Arkote-Helvetia, Getxo, Mundaka, Lutxana, Bermeo-Sumoil, Iberia                                         |
| Vizcaya   | TOTAL | 11 | |
| Guipúzcoa | 1     | 5  | Zumaia, Donostiarra, Orio-Babyauto, Getaria-Indaux-Viveros San Antón, Zarautz-Navascal                  |
| Guipúzcoa | 2     | 6  | Sanpedrotarra-Ecolmare, NT2 Hondarribia, Hibaika, Donostiarra "B", Zumaia "B", Oiartzungo Itsaslapurrak |
| Guipúzcoa | TOTAL | 11 | |
| Cantabria | 1     | 2  | Pedreña, Santoña                                                                                        |
| Cantabria | 2     | 2  | Colindres, Castro                                                                                       |
| Cantabria | TOTAL | 4  | |

### Ascensos y descensos
| Pos. | Descendido de Liga ACT |
| ---- | ---------------------- |
| 12.º | Pedreña                |

| Pos.  | Ascendidos de Grupo 2 |
| ----- | --------------------- |
| 1.º   | Zarautz-Navascal      |
| Prom. | Deusto-Bilbao (2º)    |

| Pos. | Clubes de Grupo 1 no inscritos  |
| ---- | ------------------------------- |
| 7.º  | Trintxerpe-Funeraria Vascongada |

| Pos.  | Descendidos de Grupo 1       |
| ----- | ---------------------------- |
| Prom. | Sanpedrotarra-Ecolmare (11º) |
| 12.º  | Castro                       |

| Pos. | Clubes de Grupo 2 no inscritos |
| ---- | ------------------------------ |
| 9.º  | Santurtzi                      |
| 11.º | Raspas                         |
| 14.º | Castro-Iberia                  |

| Pos. | Nueva inscripción        |
| ---- | ------------------------ |
| -    | Oiartzungo Itsaslapurrak |
| -    | Iberia                   |

     Ascenso directo.

     Ascenso después de play-off.

     Descenso directo ordinario.

     Descenso después de play-off.

     Descenso administrativo o desaparición.

     Nueva inscripción.

## Clasificación
A continuación se recoge la clasificación en cada una de las regatas disputadas en cada grupo.

### Grupo 1
Los puntos se reparten entre los doce participantes en cada regata.
| Posición | 1.º | 2.º | 3.º | 4.º | 5.º | 6.º | 7.º | 8.º | 9.º | 10.º | 11.º | 12.º |
| Puntos   | 12  | 11  | 10  | 9   | 8   | 7   | 6   | 5   | 4   | 3    | 2    | 1    |

| Pos. | Club                             | Trainera          | 1 ZR1 | 2 ZR2 | 3 ELA | 4 SCE | 5 DON | 6 CUD | 7 BES | 8 ZUM | 9 COR | 10 GU1 | 11 GU2 | 12 OND | 13 SÑA | 14 BIL | Puntos |
| ---- | -------------------------------- | ----------------- | ----- | ----- | ----- | ----- | ----- | ----- | ----- | ----- | ----- | ------ | ------ | ------ | ------ | ------ | ------ |
| 1    | Getaria-Indaux-Viveros San Antón | Esperantza        | 1     | 1     | 3     | 3     | 1     | 4     | 2     | 1     | 2     | 1      | 2      | 5      | 5      | 4      | 147    |
| 2    | Zumaia                           | Telmo Deun        | 6     | 4     | 1     | 1     | 6     | 6     | 3     | 5     | 1     | 2      | 1      | 4      | 2      | 3      | 137    |
| 3    | Ondarroa                         | Antiguako ama     | 7     | 3     | 2     | 2     | 2     | 2     | 4     | 2     | 4     | 6      | 3      | 2      | 7      | 6      | 130    |
| 4    | Deusto-Bilbao                    | Tomatera          | 4     | 5     | 4     | 6     | 3     | 1     | 6     | 4     | 6     | 5      | 5      | 6      | 3      | 2      | 122    |
| 5    | Lekittarra-Elecnor-BM            | Lekittarra        | 5     | 2     | 5     | 5     | 5     | 3     | 5     | 3     | 3     | 4      | 4      | 10     | 4      | 5      | 119    |
| 6    | Donostiarra                      | Torrekua          | 3     | 6     | 9     | 7     | 4     | 5     | 1     | 6     | 7     | 7      | 6      | 7      | 1      | 1      | 112    |
| 7    | Pedreña                          | Seve Ballesteros  | 2     | 7     | 7     | 4     | 7     | 7     | 7     | 8     | 5     | 3      | 7      | 1      | 6      | 7      | 104    |
| 8    | Zarautz-Navascal                 | Enbata            | 8     | 9     | 6     | 9     | 8     | 8     | 8     | 7     | 8     | 8      | 9      | 9      | 8      | 8      | 69     |
| 9    | Orio-Babyauto                    | Txiki             | 10    | 10    | 8     | 10    | 9     | 10    | 10    | 9     | 9     | 9      | 8      | 3      | 9      | 10     | 58     |
| 10   | Santurtzi-Iberdrola              | Sotera            | 9     | 8     | 11    | 8     | 10    | 9     | 9     | 11    | 10    | 10     | 10     | 8      | 10     | 9      | 50     |
| 11   | Elantxobe-Idar                   | Artarri           | 11    | 11    | 10    | 11    | 11    | 11    | 11    | 10    | 11    | 11     | 12     | 11     | 11     | 11     | 29     |
| 12   | Santoña                          | Virgen del Puerto | 12    | 12    | 12    | 12    | 12    | 12    | 12    | 12    | 12    | 12     | 11     | 12     | 12     | 12     | 15     |

| Color  | Resultado           |
| ------ | ------------------- |
| Oro    | Ganador             |
| Plata  | Segundo             |
| Bronce | Tercero             |
| Verde  | Puntuó              |
| Negro  | DSQ - Descalificado |

### Grupo 2
Los puntos se reparten entre los catorce participantes en cada regata. 
| Posición | 1.º | 2.º | 3.º | 4.º | 5.º | 6.º | 7.º | 8.º | 9.º | 10.º | 11.º | 12.º | 13.º | 14.º |
| Puntos   | 14  | 13  | 12  | 11  | 10  | 9   | 8   | 7   | 6   | 5    | 4    | 3    | 2    | 1    |

| Pos. | Club                     | Trainera         | 1 IBE | 2 DON | 3 MIN | 4 PLE | 5 REN | 6 ZUM | 7 ALG | 8 OYA | 9 BER | 10 MUN | 11 CAS | 12 ASO | 13 PRO | 14 ERA | Puntos |
| ---- | ------------------------ | ---------------- | ----- | ----- | ----- | ----- | ----- | ----- | ----- | ----- | ----- | ------ | ------ | ------ | ------ | ------ | ------ |
| 1    | NT2 Hondarribia          | Ama Guadalupekoa | 1     | 3     | 2     | 1     | 3     | 3     | 1     | 1     | 1     | 2      | 1      | 1      | 1      | 3      | 174    |
| 2    | Castro                   | La Marinera      | 2     | 1     | 1     | 3     | 1     | 1     | 2     | 2     | 2     | 1      | 2      | 2      | 2      | 2      | 173    |
| 3    | Sanpedrotarra-Ecolmare   | Libia            | 5     | 2     | 3     | 4     | 2     | 2     | 4     | 3     | 3     | 6      | 3      | 3      | 6      | 1      | 149    |
| 4    | Arkote-Helvetia          | Plentzitarra     | 3     | 5     | 10    | 5     | 4     | 4     | 3     | 4     | 4     | 5      | 4      | 5      | 3      | 5      | 136    |
| 5    | Hibaika                  | Madalen          | 4     | 4     | 5     | 2     | 6     | 5     | 5     | 5     | 5     | 4      | 5      | 4      | 4      | 6      | 136    |
| 6    | Getxo                    | Goizeko Izarra   | 7     | 6     | 4     | 9     | 5     | 8     | 6     | 7     | 8     | 3      | 6      | 8      | 5      | 4      | 112    |
| 7    | Lutxana                  | Erandiotarra     | 8     | 7     | 6     | 7     | 7     | 6     | 8     | 6     | 7     | 8      | 9      | 9      | 7      | 7      | 99     |
| 8    | Mundaka                  | Mundakarra       | 6     | 9     | 7     | 6     | 9     | 7     | 7     | 9     | 6     | 7      | 8      | 7      | 10     | 8      | 96     |
| 9    | Oiartzungo Itsaslapurrak | Erreka           | 10    | 10    | 8     | 8     | 8     | 13    | 9     | 8     | 9     | 10     | 7      | 10     | 8      | 9      | 76     |
| 10   | Donostiarra "B"          | Torrekua         | 9     | 13    | 12    | 10    | 10    | 10    | 12    | 11    | 11    | 9      | 12     | 6      | 11     | 10     | 59     |
| 11   | Colindres                | San Ginés        | 12    | 11    | 13    | 12    | 11    | 9     | 10    | 10    | 13    | 11     | 10     | 11     | 9      | 11     | 53     |
| 12   | Zumaia "B"               | Telmo Deun       | 11    | 12    | 9     | 13    | 13    | 12    | 11    | 12    | 10    | 12     | 11     | 12     | 13     | 13     | 43     |
| 13   | Bermeo-Sumoil            | Bou Bizkaia      | 13    | 8     | 11    | 11    | 12    | 11    | 13    | 13    | 12    | 13     | 13     | 13     | 12     | 12     | 40     |
| 14   | Iberia                   | Hojalatera       | 14    | 14    | 14    | 14    | 14    | 14    | 14    | 14    | 14    | 14     | 14     | 14     | 14     | 14     | 13     |

| Color  | Resultado |
| ------ | --------- |
| Oro    | Ganador   |
| Plata  | Segundo   |
| Bronce | Tercero   |
| Verde  | Puntuó    |

La bandera de Erandio no puntúa.

### Play-off de ascenso a Liga ACT
Los puntos se reparten entre los cuatro participantes en cada regata.
| Posición | 1.º | 2.º | 3.º | 4.º |
| Puntos   | 4   | 3   | 2   | 1   |

| Pos. | Club                             | Trainera   | 1 BER | 2 POR | Puntos |
| ---- | -------------------------------- | ---------- | ----- | ----- | ------ |
| 1    | Zumaia                           | Telmo Deun | 1     | 1     | 8      |
| 2    | Portugalete-Eulen                | Jarrillera | 3     | 2     | 5      |
| 3    | Getaria-Indaux-Viveros San Antón | Esperantza | 2     | 3     | 5      |
| 4    | Mugardos                         | Bestarruza | 4     | 4     | 2      |

| Color  | Resultado |
| ------ | --------- |
| Oro    | Ganador   |
| Plata  | Segundo   |
| Bronce | Tercero   |
| Verde  | Puntuó    |

### Play-off entre grupos
El equipo NT2 Hondarribia asciende al Grupo 1 directamente al quedar primero del Grupo 2.
El equipo Santoña desciende al Grupo 2 directamente al quedar último del Grupo 1.
Los puntos se reparten entre los tres participantes en cada regata.
| Posición | 1.º | 2.º | 3.º |
| Puntos   | 3   | 2   | 1   |

| Pos. | Club                   | Trainera    | 1 RÍA | 2 MAR | Puntos |
| ---- | ---------------------- | ----------- | ----- | ----- | ------ |
| 1    | Castro                 | La Marinera | 2     | 1     | 5      |
| 2    | Sanpedrotarra-Ecolmare | Libia       | 1     | 2     | 5      |
| 3    | Elantxobe-Idar         | Artarri     | 3     | 3     | 5      |

| Color  | Resultado |
| ------ | --------- |
| Oro    | Ganador   |
| Plata  | Segundo   |
| Bronce | Tercero   |

Tras la suma de las dos jornadas Castro se impone en el play off por 18 centésimas.